# Teutsche Academie
A Academia Alemã das Nobres Artes da Arquitetura, Escultura e Pintura, ou Teutsche Academie, refere-se a um dicionário abrangente de arte de Joachim von Sandrart, publicado no final do século XVII. 
A primeira versão foi publicada em 1675 e incluía uma compilação de biografias de artistas que mais tarde foram acompanhadas por ilustrações de Richard Collin para uma edição latina de 1683 por Christianus Rhodius. A lista de ilustrações de retratos segue e está em ordem de página. A maioria das biografias foi traduzida para o alemão a partir de trabalhos anteriores de Karel van Mander e Cornelis de Bie, mas Sandrart viajou extensivamente pela Europa e adicionou muitas biografias originais de artistas nascidos na Alemanha à sua lista. Os retratos ilustrados de artistas nascidos antes de sua época eram baseados principalmente em gravuras do século XVII de Hieronymus Cock e Jan Meyssens, muitas das quais também foram republicadas no Het Gulden Cabinet de De Bie.
| Imagem | Nome                              | Publicação                        | Página |
| ------ | --------------------------------- | --------------------------------- | ------ |
|        | Cimabue                           | Teutsche Academie, 1675           | 57     |
|        | Agnolo Gaddi                      | Teutsche Academie, 1675           | 64     |
|        | Gaddo Gaddi                       | Teutsche Academie, 1675           | 64     |
|        | Giotto                            | Teutsche Academie, 1675           | 60     |
|        | Simone Martini                    | Teutsche Academie, 1675           | 64     |
|        | Stefano di Giovanni               | Teutsche Academie, 1675           | 62     |
|        | Taddeo Gaddi                      | Teutsche Academie, 1675           | 64     |
|        | Fra Angelico                      | Teutsche Academie, 1675           | 68     |
|        | Lippo Fiorentino                  | Teutsche Academie, 1675           | 67     |
|        | Petrarca                          | Teutsche Academie, 1675           | 52     |
|        | Paracelsus                        | Teutsche Academie, 1675           | 52     |
|        | Leon Battista Alberti             | Teutsche Academie, 1675           | 68     |
|        | Jacopo Bellini                    | Teutsche Academie, 1675           | 88     |
|        | Donato Bramante                   | Teutsche Academie, 1675           | 89     |
|        | Leonardo da Vinci                 | Teutsche Academie, 1675           | 82     |
|        | Giorgione                         | Teutsche Academie, 1675           | 90     |
|        | Andrea Mantegna                   | Teutsche Academie, 1675           | 77     |
|        | Pietro Perugino                   | Teutsche Academie, 1675           | 81     |
|        | Piero di Cosimo                   | Teutsche Academie, 1675           | 107    |
|        | Mino da Fiesole                   | Teutsche Academie, 1675           | 68     |
|        | Properzia de' Rossi               | Teutsche Academie, 1675           | 203    |
|        | Giuliano da Sangallo              | Teutsche Academie, 1675           | 86     |
|        | Domenico Puligo                   | Teutsche Academie, 1675           | 86     |
|        | Andrea da Fiesole                 | Teutsche Academie, 1675           | 86     |
|        | Antonio da Correggio              | Teutsche Academie, 1675           | 91     |
|        | Rosso Fiorentino                  | Teutsche Academie, 1675           | 106    |
|        | Gianfrancesco Penni               | Teutsche Academie, 1675           | 99     |
|        | Polidoro da Caravaggio            | Teutsche Academie, 1675           | 104    |
|        | Raphael                           | Teutsche Academie, 1675           | 92     |
|        | Andrea del Sarto                  | Teutsche Academie, 1675           | 102    |
|        | Parmigianino                      | Teutsche Academie, 1675           | 109    |
|        | Pontormo                          | Teutsche Academie, 1675           | 124    |
|        | Giulio Romano                     | Teutsche Academie, 1675           | 113    |
|        | Giovanni Francesco Rustici        | Teutsche Academie, 1675           | 128    |
|        | Perino del Vaga                   | Teutsche Academie, 1675           | 118    |
|        | Giovanni da Udine                 | Teutsche Academie, 1675           | 122    |
|        | Baccio Bandinelli                 | Teutsche Academie, 1675           | 131    |
|        | Michelangelo                      | Teutsche Academie, 1675           | 146    |
|        | Francesco Primaticcio             | Teutsche Academie, 1675           | 157    |
|        | Francesco de' Rossi (Il Salviati) | Teutsche Academie, 1675           | 137    |
|        | Taddeo Zuccari                    | Teutsche Academie, 1675           | 181    |
|        | Marcantonio Raimondi              | Teutsche Academie, 1675           | 204    |
|        | Benedetto Caliari                 | Teutsche Academie, 1675           | 171    |
|        | Marietta Robusti                  | Teutsche Academie, 1675           | 170    |
|        | Tintoretto                        | Teutsche Academie, 1675           | 167    |
|        | Ticiano                           | Teutsche Academie, 1675           | 158    |
|        | Jacopo Bassano                    | Teutsche Academie, 1675           | 176    |
|        | Annibale Carracci                 | Teutsche Academie, 1675           | 186    |
|        | Giovanni Lanfranco                | Teutsche Academie, 1675           | 198    |
|        | Giorgio Vasari                    | Teutsche Academie, 1675           | 177    |
|        | Giuseppe Cesari                   | Teutsche Academie, 1675           | 184    |
|        | Vincentius Justinianus            | Teutsche Academie, 1675           | 196    |
|        | Guercino                          | Teutsche Academie, 1675           | 198    |
|        | Gian Lorenzo Bernini              | Teutsche Academie, 1675           | 199    |
|        | Pietro da Cortona                 | Teutsche Academie, 1675           | 200    |
|        | Pietro Testa                      | Teutsche Academie, 1675           | 210    |
|        | Higiemon                          | Teutsche Academie, 1675           | 200    |
|        | Hubert van Eyck                   | Teutsche Academie, 1675           | 213    |
|        | Jan van Eyck                      | Teutsche Academie, 1675           | 213    |
|        | Martin Schongauer                 | Teutsche Academie, 1675           | 216    |
|        | Michael Wolgemut                  | Teutsche Academie, 1675           | 218    |
|        | David von Krafft                  | Teutsche Academie, 1675           | 220    |
|        | Peter Vischer                     | Teutsche Academie, 1675           | 230    |
|        | Albrecht Altdorfer                | Teutsche Academie, 1675           | 231    |
|        | Hans Burgkmair                    | Teutsche Academie, 1675           | 232    |
|        | Lucas Cranach, o Velho            | Teutsche Academie, 1675           | 231    |
|        | Albrecht Dürer                    | Teutsche Academie, 1675           | 216    |
|        | Hans von Kulmbach                 | Teutsche Academie, 1675           | 232    |
|        | Christoph Amberger                | Teutsche Academie, 1675           | 235    |
|        | Hans Sebald Beham                 | Teutsche Academie, 1675           | 233    |
|        | Barthel Beham                     | Teutsche Academie, 1675           | 233    |
|        | Jacob Binck                       | Teutsche Academie, 1675           | 234    |
|        | Matthias Grünewald                | Teutsche Academie, 1675           | 237    |
|        | Georg Pencz                       | Teutsche Academie, 1675           | 233    |
|        | Hans Holbein, o Velho             | Teutsche Academie, 1675           | 249    |
|        | Sigismund Holbein                 | Teutsche Academie, 1675           | 249    |
|        | Hans Holbein the Younger          | Teutsche Academie, 1675           | 249    |
|        | Niklaus Manuel                    | Teutsche Academie, 1675           | 253    |
|        | Hans Konrad Gyger                 | Teutsche Academie, 1675           | 254    |
|        | Conrad Meyer                      | Teutsche Academie, 1675           | 255    |
|        | Dietrich Meyer                    | Teutsche Academie, 1675           | 255    |
|        | Jos Murer                         | Teutsche Academie, 1675           | 253    |
|        | Tobias Stimmer                    | Teutsche Academie, 1675           | 254    |
|        | Hans Bocksberger                  | Teutsche Academie, 1675           | 260    |
|        | Frans Floris                      | Teutsche Academie, 1675           | 262    |
|        | Maarten van Heemskerck            | Teutsche Academie, 1675           | 274    |
|        | Willem Key                        | Teutsche Academie, 1675           | 264    |
|        | Christoph Schwarz                 | Teutsche Academie, 1675           | 263    |
|        | Pieter Bruegel the Elder          | Teutsche Academie, 1675           | 259    |
|        | Hans von Aachen                   | Teutsche Academie, 1675           | 286    |
|        | Joseph Heintz the Elder           | Teutsche Academie, 1675           | 286    |
|        | Bartholomeus Spranger             | Teutsche Academie, 1675           | 279    |
|        | Joos van Winghe                   | Teutsche Academie, 1675           | 280    |
|        | Giambologna                       | Teutsche Academie, 1675           | 278    |
|        | Abraham Bloemaert                 | Teutsche Academie, 1675           | 362    |
|        | Adam Elsheimer                    | Teutsche Academie, 1675           | 294    |
|        | Adam van Noort                    | Teutsche Academie, 1675           | 288    |
|        | Guido Reni                        | Teutsche Academie, 1675           | 193    |
|        | Peter Paul Rubens                 | Teutsche Academie, 1675           | 290    |
|        | Otto van Veen                     | Teutsche Academie, 1675           | 288    |
|        | Orazio Gentileschi                | Teutsche Academie, 1675           | 298    |
|        | Artemisia Gentileschi             | Teutsche Academie, 1675           | 204    |
|        | Joris Hoefnagel                   | Teutsche Academie, 1675           | 299    |
|        | Roelant Savery                    | Teutsche Academie, 1675           | 305    |
|        | Hendrik van Steenwijk II          | Teutsche Academie, 1675           | 299    |
|        | Simon Vouet                       | Teutsche Academie, 1675           | 367    |
|        | Adriaen Brouwer                   | Teutsche Academie, 1675           | 305    |
|        | Anthony van Dyck                  | Teutsche Academie, 1675           | 304    |
|        | Michiel Jansz. van Mierevelt      | Teutsche Academie, 1675           | 302    |
|        | Cornelius van Poelenburgh         | Teutsche Academie, 1675           | 305    |
|        | Wendel Dietterlin                 | Teutsche Academie, 1675           | 310    |
|        | Johann Ulrich Mayr                | Teutsche Academie, 1675           | 329    |
|        | Susanna Mayr                      | Teutsche Academie, 1675           | 328    |
|        | François Duquesnoy                | Teutsche Academie, 1675           | 348    |
|        | Pieter van Laer                   | Teutsche Academie, 1675           | 311    |
|        | Jan Dirksz Both                   | Teutsche Academie, 1675           | 312    |
|        | Claude Lorrain                    | Teutsche Academie, 1675           | 331    |
|        | Nicolas Poussin                   | Teutsche Academie, 1675           | 367    |
|        | Daniel Seghers                    | Teutsche Academie, 1675           | 313    |
|        | Karel Škréta                      | Teutsche Academie, 1675           | 327    |
|        | Michel Leblond                    | Teutsche Academie, 1675           | 358    |
|        | Georg Petel                       | Teutsche Academie, 1675           | 342    |
|        | Rembrandt                         | Teutsche Academie, 1675           | 326    |
|        | Aegidius Sadeler                  | Teutsche Academie, 1675           | 355    |
|        | Stefano della Bella               | Teutsche Academie, 1675           | 210    |
|        | Pieter de Jode II                 | Teutsche Academie, 1675           | 363    |
|        | Lucas Kilian                      | Teutsche Academie, 1675           | 364    |
|        | Paulus Pontius                    | Teutsche Academie, 1675           | 360    |
|        | Artus Quellinus                   | Teutsche Academie, 1675           | 351    |
|        | Lucas Vorsterman                  | Teutsche Academie, 1675           | 358    |
|        | Wenzel Jamnitzer                  | Teutsche Academie, 1675           | 375    |
|        | David Klöcker                     | Teutsche Academie, 1675           | 334    |
|        | Matthaeus Merian the Younger      | Teutsche Academie, 1675           | 324    |
|        | Johann Heinrich Schönfeld         | Teutsche Academie, 1675           | 327    |
|        | Anna Maria van Schurman           | Teutsche Academie, 1675           | 375    |
|        | Thomas Blanchet                   | Teutsche Academie, Vol. III, 1675 | 70     |
|        | Johann Jakob Thurneysen           | Teutsche Academie, Vol. III, 1675 | 351    |
|        | Richard Collin                    | Teutsche Academie, 1675           | 363    |
|        | Benjamin von Block                | Teutsche Academie, Vol. III, 1675 | 74     |
|        | Johann Rudolf Werdmüller          | Teutsche Academie, Vol. III, 1675 | 75     |
|        | Melchior Barthel                  | Teutsche Academie, 1675           | 374    |